# Virágállatok
A virágállatok vagy korallok (Anthozoa) a csalánozók (Cnidaria) törzsének egyik osztálya két alosztállyal, közel 7000 leírt fajjal.
Közéjük tartoznak a trópusi óceánok zátonyalkotó organizmusai, amelyek kalcium-karbonátot kiválasztva hoznak létre szilárd vázat.
A virágállat név arra utal, hogy ezek a helytülő (szesszilis) állatok gyakran élénk színűek, és a szájnyílásukat körülvevő tapogatókoszorú virágszirmokra emlékeztet. Fő jellegzetességük, hogy nincs medúza alakjuk, ezért az ivaros szaporodás funkcióját is a polip alak vette át (Urania).

## Származásuk, elterjedésük
Megtalálhatók minden trópusi, szubtrópusi és a mérsékelt övi tengerben, de gyakoriságuk a térítőktől a sarkkörök felé csökken. Korallzátonyok főleg a kontinensek melegebb, keleti oldalán (az óceánok nyugati medencéiben) fordulnak elő, mert a nyugati részeken a hideg áramlatok uralkodnak. A leghíresebb közülük az ausztráliai Queenslandtől északkeletre található Nagy-korallzátony. Ismertek még Florida és a Bahama-szigetek zátonyai. Klasszikus előfordulási területük a Csendes-óceán nyugati medencéje az Indiai-óceánig, de azért Európa déli partvidékén is szép számmal élnek. Pusztán az Adriából több mint 80 fajuk ismert.
Több faj vázát ékkőnek dolgozzák fel; közülük a legismertebb a Földközi-tengerben élő vörös nemeskorall. A korallok nagyon törékenyek; gyakran tesznek kárt bennük a hajók horgonyai és a gondatlan búvárok. Az emléktárgy-kereskedelem sok fajt a kihalás szélére sodort.

## Megjelenésük, felépítésük
Az egyedi korallpolipok 2 centiméter hosszúak, a kolóniák 3 méter átmérőjűek is lehetnek; növekedésük fajtól függően az évi néhány centimétertől két méterig változó.
Testük középső részén van a gasztrális üreg; a tulajdonképpeni, többé-kevésbé hengeres test ezt veszi körül. Fölül nyílik az üregbe a szájnyílás, amit tapogatókoszorú vesz körül. A tapogatók száma fajonként változó; akár több ezer is lehet (Lőrinczi–Torma). Mögötte a gasztrális üreg bevezető szakasza a lapított garatcső (pharynx); ezt követi az oldalról benyúló válaszfalakkal erősen tagolt tulajdonképpeni űrbél. A húsos válaszfalak (más néven sövények; szeptumok) egyaránt kapcsolódnak a testet az aljzathoz rögzítő talpkoronghoz és a szájnyíláshoz, amivel az űrbelet központi részre és sugárkamrákra tagolják — a sugárkamrák száma a rendszertani felosztás alapja. Mivel a szájcső lapított és az egyes sugárkamrák alakja, elrendezése ehhez alkalmazkodik, a korallok testének eredetileg sugaras szimmetriája másodlagosan kétoldalassá alakult (Urania).
A nyolcosztatú virágállatokban (Octocorallia) nyolc ilyen válaszfal van, a hatosztatú virágállatokban (Hexacorallia) pedig hat vagy ennek egész számú többszöröse — ilyenkor az általános szabály, hogy csak hat sövény nyúlik be a garatcsőig, a többi rövidebb (Lőrinczi–Torma).
A válaszfalak egyik oldalán alakultak ki azok a hosszanti izmok (izomzászlók), amelyek főként az űrbélbe gyömöszölt zsákmány fogva tartására szolgálnak (ebben a keresztirányú izmok segítik őket). A szeptumok belső éle, a filamentum megvastagodott és váladéktermelő, valamint felszívó sejteknek ad helyet (Urania).
Helytülő életmódjuknak megfelelően nincsenek érzékszerveik, csak testük felületén találunk érzékelő sejteket. A külső ingerekre a vázképző formák visszahúzódnak páncéljukba, a váz nélküliek pedig alaktalan kupacokká gömbölyödnek. Voltaképpen egységes idegrendszerük sincs, csak külső rétegükben egy ektodermális, a belsőben egy entodermális hálózat (Urania).
Többségük külső vagy belső meszes vázat választ ki (Lőrinczi–Torma).

## Életmódjuk, élőhelyük
Kizárólag tengeriek, többnyire 20-200 méter mélyen települnek meg. Talpkorongjukkal a tengerfenékbe kapaszkodnak; ezután helyüket már nem változtatják. Többnyire hatalmas telepekben élnek, de lehetnek magányosak is (Lőrinczi–Torma). Évente körülbelül  1cm-t nőnek. Táplálékuk állati plankton, amit tapogatóikkal fognak meg. A kőkorallok az algákat és a bennük szimbiózisban élő algák termékeit is fogyasztják.
A filamentumok többnyire hézagmentesen körülveszik az űrbélbe juttatott zsákmányt, amit a váladéktermelő sejtekből kibocsátott emésztőnedvek bontanak le. Ezt a táplálékot a falósejtek fagocitózissal felveszik, majd az entoderma felszívja (Urania).

## Szaporodásuk
A virágállatok kétféleképpen szaporodhatnak. Ivartalanul, bimbózással új korallpolipokat hozhatnak létre, ivarosan pedig a korallpolipok lárvákat. Ehhez spermiumot és ivarsejteket lövellnek ki. A megtermékenyített petékből kikelő lárvák letelepednek és új kolóniákat alkotnak.
A legtöbb korallfaj váltivarú; az ivarsejtek rendszerint a gasztrális üreg válaszfalain termelődnek. A petesejtek az űrbélbe pottyannak; ott termékenyítik meg őket a szájnyíláson besodródott hímivarsejtek. A zigóták fejlődésének első szakaszában kialakult csillós lárváknak még nincs elkülönült szájcsöve, nincsenek tapogatói és a gasztrális üregükben még nincsenek válaszfalak. A szájnyíláson kiúsznak az anyaállat szervezetéből, majd rövid úszkálás után maguk is letelepszenek, és már rögzült állapotban folytatják, illetve fejezik be fejlődésüket.
Ivartalan szaporodásuk két módja a bimbózás és az osztódás. Az így született új egyedek többnyire szülőjük mellett maradnak, és így folyamatosan terjeszkedve hatalmas telepeket hozhatnak létre úgy, hogy az egyedek csak nagyon ritkán specializálódnak valamilyen feladat elvégzésére: a nagy-nagy többség önállóan táplálkozik és szaporodik — a telepekben többnyire vegyesen élnek a hímek és a nőstények.

## Rendszertani felosztásuk
|  | Ceriantharia |
|  | |
|  | \| \| Actiniaria \| \| \| \| \| \| Antipatharia \| \| \| \| \| \| Corallimorpharia \| \| \| \| \| \| Scleractinia \| \| \| \| \| \| Zoantharia \| \| \| \| |
|  | |
|  | Actiniaria |
|  | |
|  | Antipatharia |
|  | |
|  | Corallimorpharia |
|  | |
|  | Scleractinia |
|  | |
|  | Zoantharia |
|  | |

|  | Actiniaria       |
|  |                  |
|  | Antipatharia     |
|  |                  |
|  | Corallimorpharia |
|  |                  |
|  | Scleractinia     |
|  |                  |
|  | Zoantharia       |
|  |                  |

|  | Alcyonacea   |
|  |              |
|  | Helioporacea |
|  |              |
|  | Pennatulacea |
|  |              |

|  | Ceriantharia |
|  | |
|  | \| \| Actiniaria \| \| \| \| \| \| Antipatharia \| \| \| \| \| \| Corallimorpharia \| \| \| \| \| \| Scleractinia \| \| \| \| \| \| Zoantharia \| \| \| \| |
|  | |
|  | Actiniaria |
|  | |
|  | Antipatharia |
|  | |
|  | Corallimorpharia |
|  | |
|  | Scleractinia |
|  | |
|  | Zoantharia |
|  | |

|  | Actiniaria       |
|  |                  |
|  | Antipatharia     |
|  |                  |
|  | Corallimorpharia |
|  |                  |
|  | Scleractinia     |
|  |                  |
|  | Zoantharia       |
|  |                  |

|  | Alcyonacea   |
|  |              |
|  | Helioporacea |
|  |              |
|  | Pennatulacea |
|  |              |

A virágállatokat  alapvetően felépítésük szimmetriája szerint két alosztályba sorolják:
- hatosztatú virágállatok (Hexacorallia) és a
- nyolcosztatú virágállatok (Octocorallia, illetve Alcyonaria).

A régebbi rendszertanok az Antipatharia és a Ceriantharia rendeket külön vették; ez volt a csöves virágállatok (Ceriantipatharia) alosztálya (Lőrinczi–Torma). A modern molekuláris genetikai vizsgálatok ezt nem támasztották alá, ezért ma ezt a két rendet a Hexacorallia alosztály részeinek tekintik. A két rend közös jellemzője, hogy fajaik váztalanok. Egyszerű, vékony tapogatóik két körben helyezkednek el. Magányosak, a laza aljzatba fúródva élnek nyálkacsöveikben, amelyeket részben homokszemcsék és más idegen anyagok szilárdítanak.
Az osztály alosztályai és rendjei a rendszertan 2017-es állapota szerint:
- hatosztatú virágállatok (Hexacorallia)
  - feketekorallok (Antipatharia) Milne-Edwards & Haime, 1857
  - csőanemónák (Ceriantharia) Perrier, 1893
  - Corallimorpharia Stephenson, 1937
  - †Rugosa Milne Edwards & Haime, 1850
  - kőkorallok (Scleractinia) Bourne, 1900
  - Zoantharia Gray, 1832

- nyolcosztatú virágállatok (Octocorallia) Haeckel, 1866
  - szarukorallok (Alcyonacea) Lamouroux, 1812
  - Helioporacea Bock, 1938
  - tengeritollak (Pennatulacea) Verrill, 1865